# Robert Randolph
Robert Randolph es un músico de funk, blues y R&B que forma parte de la banda Robert Randolph & The Family Band. Es un guitarrista que usa frecuentemente la Pedal steel guitar.
Se destacó en las presentaciones del Crossroad Guitar Festival y además por haber tocado junto a músicos de la talla de Eric Clapton y Buddy Guy

## Discografía
- Live At The Wetlands (2002)
- Unclassified (2003)
- Colorblind (2006)